# خواجوان خاص‌کوی (اردهان)
خواجوان خاص‌کوی (به ترکی استانبولی: Höçvan Hasköy) یک منطقهٔ مسکونی در ترکیه است که در اردهان واقع شده‌است.